# Сынниколау-Маре

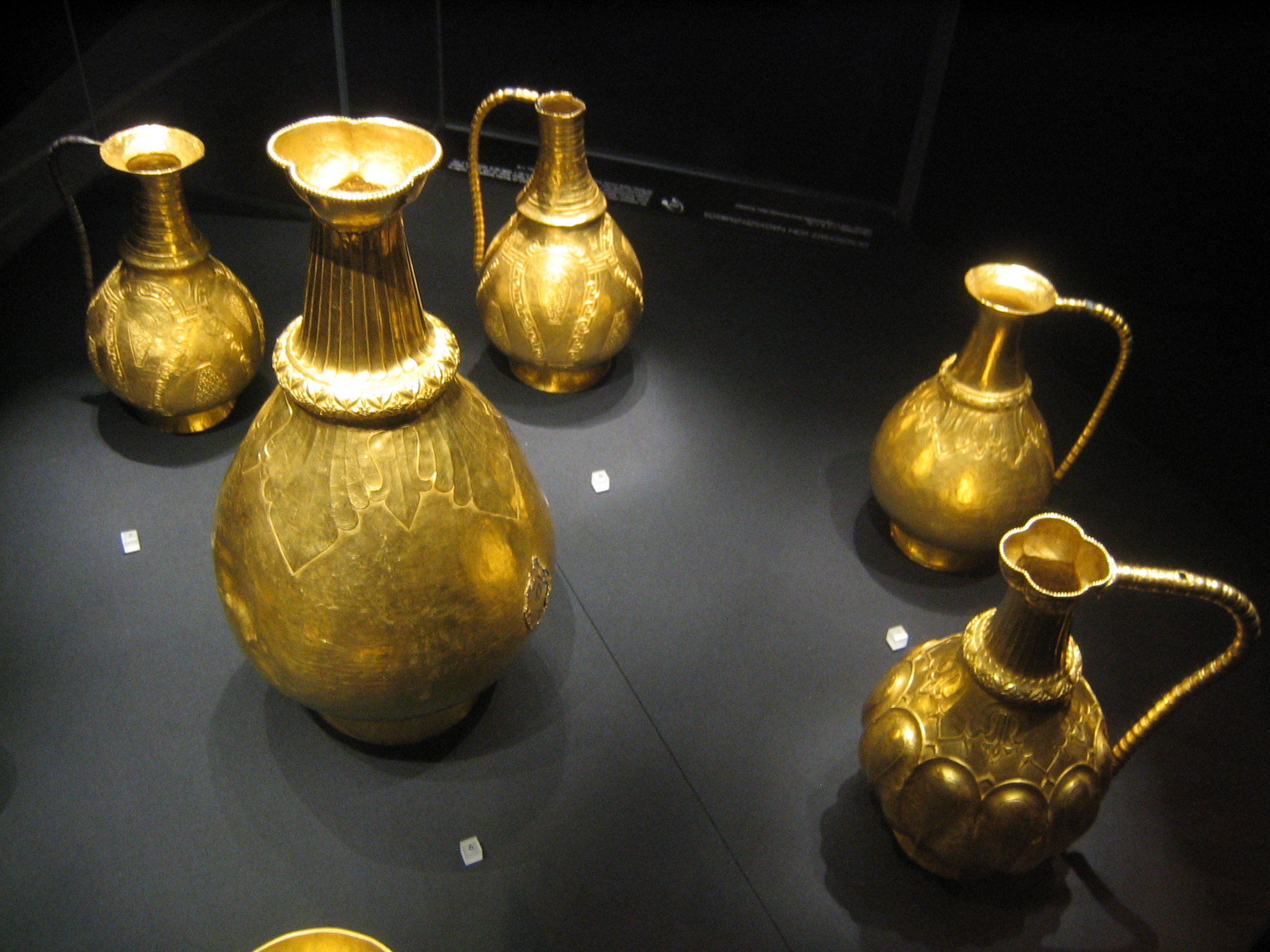
Некоторые из найденных золотых сосудов V—VIII вв. надьсентмиклошского клада

Сынниколау-Маре (рум. Sânnicolau Mare, венг. Nagyszentmiklós, нем. Großsanktnikolaus, «Великий Святой Николай») — город в Румынии в жудеце Тимиш, третий по численности населения город жудеца и самый западный город в Румынии.

## История
Неподалёку от города обнаружены следы римского укрепления Морисена, возникшего при Траяне.
О богатой истории этих мест в «тёмные века» свидетельствует обнаруженный в 1799 году Надьсентмиклошский клад золотых сосудов V—VIII веков.
В документе 1334 года упоминается существовавшая в этих местах деревня.
В Средние века территория Баната была завоёвана Османской империей. В 1716 году во время австро-турецкой войны Банат был занят войсками Евгения Савойского, и по Пожаревацкому миру эти земли отошли Габсбургской монархии, образовавшей на них Темешварский банат. 
В связи с сильным опустошением земель в ходе военных действий в Банат стали привлекать переселенцев, и здесь поселились выходцы из Германии, известные как дунайские швабы, основавшие город Гросс-Санкт-Николаус, или Надь-Сент-Миклош.
После 1778 года, когда Темешварский банат был ликвидирован, Надь-Сент-Миклош оказался в составе Королевской Венгрии.
В середине XIX века местные землевладельцы из графского рода Нако строят здесь свою резиденцию. Наиболее знаменитый уроженец города — венгерский композитор Бела Барток, родившийся здесь в 1881 году.
В конце Первой мировой войны город был оккупирован сербскими войсками, однако после войны с 1921 года по Трианонскому договору вошёл в состав Румынии.